# Liste der Biografien/Schah
Liste der Biografien |
Portal Biografien |
Personensuche
# |
A |
B |
C |
D |
E |
F |
G |
H |
I |
J |
K |
L |
M |
N |
O |
P |
Q |
R |
S |
T |
U |
V |
W |
X |
Y |
Z |
?
 
Sa |
Sb |
Sc |
Sd |
Se |
Sf |
Sg |
Sh |
Si |
Sj |
Sk |
Sl |
Sm |
Sn |
So |
Sp |
Sq |
Sr |
Ss |
St |
Su |
Sv |
Sw |
Sy |
Sz
 
Sca–Sce |
Sch |
Sci–Scz
 
Scha |
Schc |
Schd |
Sche |
Schg |
Schi |
Schj |
Schk |
Schl |
Schm |
Schn |
Scho |
Schp |
Schr |
Schs |
Scht |
Schu |
Schv |
Schw |
Schy
 
Schaa |
Schab |
Schac |
Schad |
Schae |
Schaf |
Schag |
Schah |
Schai |
Schaj |
Schak |
Schal |
Scham |
Schan |
Schap |
Schaq |
Schar |
Schas |
Schat |
Schau |
Schav |
Schaw |
Schax |
Schay |
Schaz
Die Liste der Biografien führt alle Personen auf, die in der deutschsprachigen Wikipedia einen Artikel haben. Dieses ist eine Teilliste mit 33 Einträgen von Personen, deren Namen mit den Buchstaben „Schah“ beginnt.

## Schah
- Schah Chalil Allah III. († 1817), Imam der ismailitischen Nizariten
- Schāh Ruch (1377–1447), Timuriden-Fürst
- Schah Ruch († 1796), persischer Schah
- Schah Schudscha (1780–1842), afghanischer Herrscher

### Schaha
- Schahadat, Schamma (* 1961), deutsche Literaturwissenschaftlerin und Slawistin
- Schāhān, byzantinische Sklavin und Konkubine

### Schahb
- Schahbaz, Parsegh (1883–1915), osmanisch-armenischer Rechtsanwalt, Journalist, politischer Aktivist und Kolumnist

### Schahf
- Schähfer, Michaela (1945–2005), deutsche Sängerin
- Schähfer, Mike (1944–2015), deutscher Schlagersänger

### Schahi
- Schahīd ath-Thānī, asch- (* 1506), zwölferschiitischer Rechtsgelehrter und Theologe
- Schahidij, Sijodullo (1914–1985), sowjetisch-tadschikischer Komponist
- Schahidij, Tolib (* 1946), tadschikischer Komponist
- Schahin († 626), persischer General
- Schahin, Dani (* 1989), deutscher FußballspielerDani Schahin (* 1989)

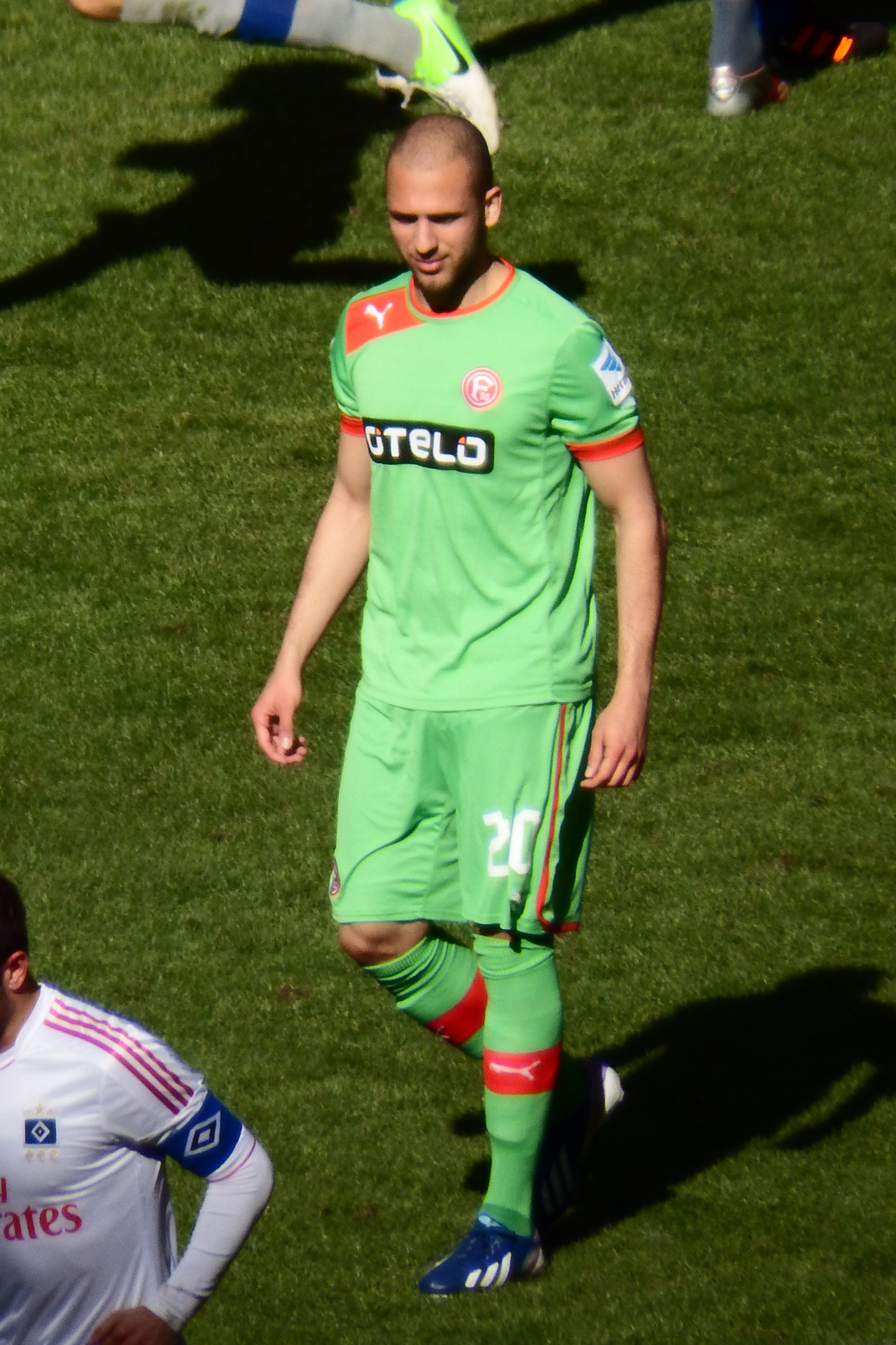
Dani Schahin (* 1989)

- Schahin, Mahmud (* 1947), palästinensischer Schriftsteller
- Schahinjan, Arscham (1918–2004), armenischer Bildhauer
- Schahinjan, Artasches Lipariti (1907–1978), armenisch-sowjetischer Mathematiker und Hochschullehrer
- Schahinjan, Hrant (1923–1998), sowjetischer Turner

### Schahn
- Schahn, Margarete (1903–1996), deutsche Politikerin (KPD, SED)
- Schahn, Rolaf (1928–2016), deutscher Offizier und Politiker (FDJ), MdV

### Schahr
- Schahr 'Alhan, Herrscher von Hadramaut
- Schahramanjan, Samwel (* 1978), armenischer Politiker, Präsident der Republik Bergkarabach
- Schahrani, Ibrahim asch- (* 1974), saudi-arabischer Fußballspieler
- Schahrbanu, Ehefrau von Husayn ibn Ali
- Schahrbaraz († 630), persischer General und GroßkönigSchahrbaraz († 630)

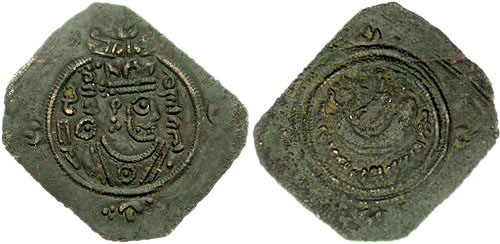
Schahrbaraz († 630)

- Schahri, Fauzi asch- (* 1980), saudi-arabischer Fußballspieler
- Schahriari, Madschid (1966–2010), iranischer Physiker
- Schahrigian, Harutiun (1860–1915), armenischer Rechtsanwalt, Schriftsteller und Politiker
- Schahristani, Husain asch- (* 1942), irakischer Politiker und Atomwissenschaftler
- Schahrudi, Mahmud Haschemi (1948–2018), iranischer Politiker und oberster Richter
- Schahryar (1906–1988), aserbaidschanisch-iranischer Dichter

### Schahu
- Schahumjan, Stepan (1878–1918), sowjetisch-armenischer Politiker
- Schahumjan, Tatjana Lwowna (* 1938), sowjetisch-russische Indologin